# Protea pruinosa
Protea pruinosa (лат.) — кустарник, вид рода Протея (Protea) семейства Протейные (Proteaceae), эндемик юго-запада Капской области Южной Африки.

## Таксономия
Вид Protea pruinosa один из последних открытых видов протей. Впервые растение было обнаружено и собрано в цвету в январе 1974 года южноафриканским ботаником Джоном Патриком Рурком в горах Кляйн-Свартберг в горле каньона Уотерклоф, между пиками Торингберга и Кудевельдсберга. Впоследствии вид был представлен и описан Рурком в южноафриканском ботаническом журнале «Цветущие растения Африки» в 1977 году. Статья иллюстрирована художником-ботаником Фэй Андерсон. Оригинальные образцы Рурка 1974 года (Rourke # 1406) были распределены по ряду гербариев в Южной Африке, Европе и США, причем лист образцов в гербарии Комптона в Кейптауне был обозначен как голотип, а другие листы — как изотипы. Видовое название — от латинского слова pruinosa, что означает «морозный» и относится к блестящей белой опушённой внешней поверхности прицветников.

## Ботаническое описание
Protea pruinosa — подушкообразный стелющийся кустарник, стебли которого образуют плотное коврообразное покрытие. Растение вырастает примерно от 0,4 м до 0,5 м в высоту и 1,5 м в диаметре. Растёт медленно, достигая репродуктивного возраста примерно к 15 годам, когда растение достигает в диаметре 30 см.
Стебли короткие и плотно прилегают к земле. Толстые жёсткие листья направлены вершиной вверх.
Цветки сгруппированы в структуру, называемую антодий, особый тип соцветия, который также называют «цветочной головкой». Взрослое растение может производить до семнадцати таких цветочных головок за сезон. Раскрытые соцветия источают приятный дрожжевой запах. Цветочная головка окружена мясистыми лепестковидными отростками, называемыми «обволакивающими прицветниками». Прицветники имеют белый пушистый волосяной покров на внешней поверхности, но их основание и внутренняя поверхность окрашены в ярко-карминный цвет в отличие от большинства протей, опыляемых грызунами, у которых обычно есть цветочные головки с тёмной внешней поверхностью прицветника и беловатой серединой. Растение однодомное, в каждом цветке проявляются представители обоих полов.

## Распространение и местообитание
Protea pruinosa — эндемик Западно-Капской провинции Южной Африки. Встречается только на вершинах гор Свартберг, граничащих с Малым Кару на севере, от Тауэркопа до Мейрингспоорт. По состоянию на 1993 год было только шесть известных мест, где произрастал этот вид, и пять из этих популяций встречаются в горах Кляйн-Свартберг, возвышающихся над Кару, к северу от деревни Ледисмит.
Растёт только в местном песчанном финбоше на заснеженных хребтах и вершинах гор, где обычно встречается на равнинах, среди скал на высоте 1800 до 2100 или 2150 м. Это регион Африки, который регулярно подвергается снегопадам, метелям и сильным ветрам, где верхний слой почвы промерзает с июля по октябрь, а питательные вещества из древней неплодородной почвы выщелачивались и размывались. Вид растёт на довольно глубоких почвах, образованных из песчаника Столовой горы. Молнии часто поражают горы, и эти удары часто вызывают лесные пожары. Лесные пожары в этом регионе обычно происходят примерно каждые десять лет, хотя ожидается, что растениям потребуется более длительный период для достижения репродуктивного возраста. Хотя растения погибают, когда по их земле проходят пожары, старые цветочные головки остаются нетронутыми и хорошо сохраняются в течение пяти-восьми лет после этого; огонь обнажает их, когда листья сжигают, и эти большие обугленные диски находят между расселинами в скалах горного ландшафта.

## Культивирование
Это чрезвычайно сложный вид для выращивания в районах с менее холодным климатом. Для прорастания семенам требуется период стратификации, а растениям, по-видимому, нужен период холодного зимнего покоя.

## Охранный статус
Международный союз охраны природы классифицирует природоохранный статус вида как «вымирающий».